# Саус, Камальєрра і Лямпаяс
Сау́с, Камальє́рра і Лямпа́яс (кат. Saus, Camallera i Llampaies) - муніципалітет, розташований в Автономній області Каталонія, в Іспанії. Знаходиться у районі (кумарці) Алт-Ампурда провінції Жирона, згідно з новою адміністративною реформою перебуватиме у складі Баґарії (округи) Жирона.

## Населення
Населення міста (у 2007 р.) становить 760 осіб (з них менше 14 років - 12,6%, від 15 до 64 - 67,6%, понад 65 років - 19,7%). У 2006 р. народжуваність склала 6 осіб, смертність - 5 осіб, зареєстровано 3 шлюби. У 2001 р. активне населення становило 323 особи, з них безробітних - 24 особи.

Серед осіб, які проживали на території міста у 2001 р., 596 народилися в Каталонії (з них 339 осіб у тому самому районі, або кумарці), 58 осіб приїхало з інших областей Іспанії, а 32 особи приїхали з-за кордону. 

Університетську освіту має 11,4% усього населення. 

У 2001 р. нараховувалося 262 домогосподарства (з них 29,4% складалися з однієї особи, 24,4% з двох осіб,17,2% з 3 осіб, 18,3% з 4 осіб, 6,5% з 5 осіб, 3,4% з 6 осіб, 0,4% з 7 осіб, 0,4% з 8 осіб і 0% з 9 і більше осіб).

Активне населення міста у 2001 р. працювало у таких сферах діяльності : у сільському господарстві - 9,4%, у промисловості - 20,1%, на будівництві - 12,4% і у сфері обслуговування - 58,2%. 

 У муніципалітеті або у власному районі (кумарці) працює 197 осіб, поза районом - 181 особа.

### Безробіття
У 2007 р. нараховувалося 22 безробітних (у 2006 р. - 8 безробітних), з них чоловіки становили 50%, а жінки - 50%.

## Економіка

### Підприємства міста

#### Промислові підприємства
| \| Промислові підприємства міста, за сферою діяльності \| Промислові підприємства міста, за сферою діяльності \| Промислові підприємства міста, за сферою діяльності \| \| Рік \| 2002 р. \| 2001 р. \| \| --------------------------------------------------- \| --------------------------------------------------- \| --------------------------------------------------- \| \| Енергетичні та водні ресурси \| 9,1% \| 0% \| \| Хімія та метали \| 9,1% \| 10% \| \| Переробка металів \| 63,6% \| 70% \| \| Продукти харчування \| 0% \| 0% \| \| Текстиль \| 9,1% \| 10% \| \| Виробництво меблів, видання \| 9,1% \| 10% \| \| Інше \| 0% \| 0% \| \| Усього підприємств \| 11 \| 10 \| |         |         |
| Промислові підприємства міста, за сферою діяльності |         |         |
| Рік | 2002 р. | 2001 р. |
| Енергетичні та водні ресурси | 9,1%    | 0%      |
| Хімія та метали | 9,1%    | 10%     |
| Переробка металів | 63,6%   | 70%     |
| Продукти харчування | 0%      | 0%      |
| Текстиль | 9,1%    | 10%     |
| Виробництво меблів, видання | 9,1%    | 10%     |
| Інше | 0%      | 0%      |
| Усього підприємств | 11      | 10      |

#### Роздрібна торгівля
| \| Підприємства роздрібної торгівлі міста, за сферою діяльності \| Підприємства роздрібної торгівлі міста, за сферою діяльності \| Підприємства роздрібної торгівлі міста, за сферою діяльності \| \| Рік \| 2002 р. \| 2001 р. \| \| ------------------------------------------------------------ \| ------------------------------------------------------------ \| ------------------------------------------------------------ \| \| Продукти харчування \| 25% \| 25% \| \| Одяг та взуття \| 18,8% \| 18,8% \| \| Товари для дому \| 6,2% \| 6,2% \| \| Книги та періодичні видання \| 0% \| 0% \| \| Промислова хімічна продукція \| 12,5% \| 12,5% \| \| Продукція, пов'язана з транспортними засобами \| 6,2% \| 6,2% \| \| Інше \| 31,2% \| 31,2% \| \| Усього підприємств \| 16 \| 16 \| |         |         |
| Підприємства роздрібної торгівлі міста, за сферою діяльності |         |         |
| Рік | 2002 р. | 2001 р. |
| Продукти харчування | 25%     | 25%     |
| Одяг та взуття | 18,8%   | 18,8%   |
| Товари для дому | 6,2%    | 6,2%    |
| Книги та періодичні видання | 0%      | 0%      |
| Промислова хімічна продукція | 12,5%   | 12,5%   |
| Продукція, пов'язана з транспортними засобами | 6,2%    | 6,2%    |
| Інше | 31,2%   | 31,2%   |
| Усього підприємств | 16      | 16      |

#### Сфера послуг
| \| Підприємства міста, що працюють у сфері послуг, за діяльністю \| Підприємства міста, що працюють у сфері послуг, за діяльністю \| Підприємства міста, що працюють у сфері послуг, за діяльністю \| \| Рік \| 2002 р. \| 2001 р. \| \| ------------------------------------------------------------- \| ------------------------------------------------------------- \| ------------------------------------------------------------- \| \| Гуртова торгівля \| 18,9% \| 16,7% \| \| Готелі та готельний бізнес \| 24,3% \| 23,3% \| \| Транспорт та зв'язок \| 10,8% \| 13,3% \| \| Посередницькі фінансові послуги \| 5,4% \| 6,7% \| \| Послуги підприємствам \| 2,7% \| 3,3% \| \| Послуги фізичним особам \| 29,7% \| 30% \| \| Нерухомість та ін. \| 8,1% \| 6,7% \| \| Усього підприємств \| 37 \| 30 \| |         |         |
| Підприємства міста, що працюють у сфері послуг, за діяльністю |         |         |
| Рік | 2002 р. | 2001 р. |
| Гуртова торгівля | 18,9%   | 16,7%   |
| Готелі та готельний бізнес | 24,3%   | 23,3%   |
| Транспорт та зв'язок | 10,8%   | 13,3%   |
| Посередницькі фінансові послуги | 5,4%    | 6,7%    |
| Послуги підприємствам | 2,7%    | 3,3%    |
| Послуги фізичним особам | 29,7%   | 30%     |
| Нерухомість та ін. | 8,1%    | 6,7%    |
| Усього підприємств | 37      | 30      |

## Житловий фонд
У 2001 р. 1,9% усіх родин (домогосподарств) мали житло метражем до 59 м², 18,3% - від 60 до 89 м², 45% - від 90 до 119 м² і
34,7% - понад 120 м².

З усіх будівель у 2001 р. 15,1% було одноповерховими, 66,7% - двоповерховими, 17,3
% - триповерховими, 1% - чотириповерховими, 0% - п'ятиповерховими, 0% - шестиповерховими,
0% - семиповерховими, 0% - з вісьмома та більше поверхами.

## Автопарк
| \| Автомобілі, зареєстровані у місті, за призначенням \| Автомобілі, зареєстровані у місті, за призначенням \| Автомобілі, зареєстровані у місті, за призначенням \| \| Рік \| 2006 р. \| 2005 р. \| \| -------------------------------------------------- \| -------------------------------------------------- \| -------------------------------------------------- \| \| Приватні автомобілі \| 69,5% \| 70% \| \| Мотоцикли \| 10,9% \| 9,6% \| \| Вантажівки \| 18,5% \| 19,2% \| \| Трактори \| 0% \| 0% \| \| Автобуси та ін. \| 1,2% \| 1,2% \| \| Усього автомобілів \| 688 шт. \| 646 шт. \| |         |         |
| Автомобілі, зареєстровані у місті, за призначенням |         |         |
| Рік | 2006 р. | 2005 р. |
| Приватні автомобілі | 69,5%   | 70%     |
| Мотоцикли | 10,9%   | 9,6%    |
| Вантажівки | 18,5%   | 19,2%   |
| Трактори | 0%      | 0%      |
| Автобуси та ін. | 1,2%    | 1,2%    |
| Усього автомобілів | 688 шт. | 646 шт. |

## Вживання каталанської мови
У 2001 р. каталанську мову у місті розуміли 99,4% усього населення (у 1996 р. - 98,8%), вміли говорити нею 91% (у 1996 р. - 
95,1%), вміли читати 89,9% (у 1996 р. - 90,3%), вміли писати 60,1
% (у 1996 р. - 46,8%). Не розуміли каталанської мови 0,6%.

## Політичні уподобання
У виборах до Парламенту Каталонії у 2006 р. взяло участь 384 особи (у 2003 р. - 443 особи). Голоси за політичні сили розподілилися таким чином:
| \| Вибори до Парламенту Каталонії \| Вибори до Парламенту Каталонії \| Вибори до Парламенту Каталонії \| \| Рік \| 2006 р. \| 2003 р. \| \| -------------------------------------- \| ------------------------------ \| ------------------------------ \| \| Конвергенція та Єднання (CiU) \| 34,1% \| 38,6% \| \| Соціалістична партія Каталонії (PSC) \| 14,6% \| 17,2% \| \| Народна партія (PP) \| 4,4% \| 4,5% \| \| Ініціатива за зелену Каталонію (IC) \| 19,5% \| 9,7% \| \| Республіканська лівиця Каталонії (ERC) \| 21,9% \| 28,2% \| \| Громадянська партія (C's) \| 1,8% \| 0% \| \| Інші \| 3,6% \| 1,8% \| |         |         |
| Вибори до Парламенту Каталонії |         |         |
| Рік | 2006 р. | 2003 р. |
| Конвергенція та Єднання (CiU) | 34,1%   | 38,6%   |
| Соціалістична партія Каталонії (PSC) | 14,6%   | 17,2%   |
| Народна партія (PP) | 4,4%    | 4,5%    |
| Ініціатива за зелену Каталонію (IC) | 19,5%   | 9,7%    |
| Республіканська лівиця Каталонії (ERC) | 21,9%   | 28,2%   |
| Громадянська партія (C's) | 1,8%    | 0%      |
| Інші | 3,6%    | 1,8%    |

У муніципальних виборах у 2007 р. взяло участь 494 особи (у 2003 р. - 481 особа). Голоси за політичні сили розподілилися таким чином:
| \| Муніципальні вибори \| Муніципальні вибори \| Муніципальні вибори \| \| Рік \| 2007 р. \| 2003 р. \| \| -------------------------------------- \| ------------------- \| ------------------- \| \| Конвергенція та Єднання (CiU) \| 23,3% \| 46,2% \| \| Соціалістична партія Каталонії (PSC) \| 20,2% \| 0% \| \| Народна партія (PP) \| 0% \| 0% \| \| Ініціатива за зелену Каталонію (IC) \| 56,5% \| 53,8% \| \| Республіканська лівиця Каталонії (ERC) \| 0% \| 0% \| \| Громадянська партія (C's) \| 0% \| 0% \| \| Інші \| 0% \| 0% \| |         |         |
| Муніципальні вибори |         |         |
| Рік | 2007 р. | 2003 р. |
| Конвергенція та Єднання (CiU) | 23,3%   | 46,2%   |
| Соціалістична партія Каталонії (PSC) | 20,2%   | 0%      |
| Народна партія (PP) | 0%      | 0%      |
| Ініціатива за зелену Каталонію (IC) | 56,5%   | 53,8%   |
| Республіканська лівиця Каталонії (ERC) | 0%      | 0%      |
| Громадянська партія (C's) | 0%      | 0%      |
| Інші | 0%      | 0%      |